# 쿠라시

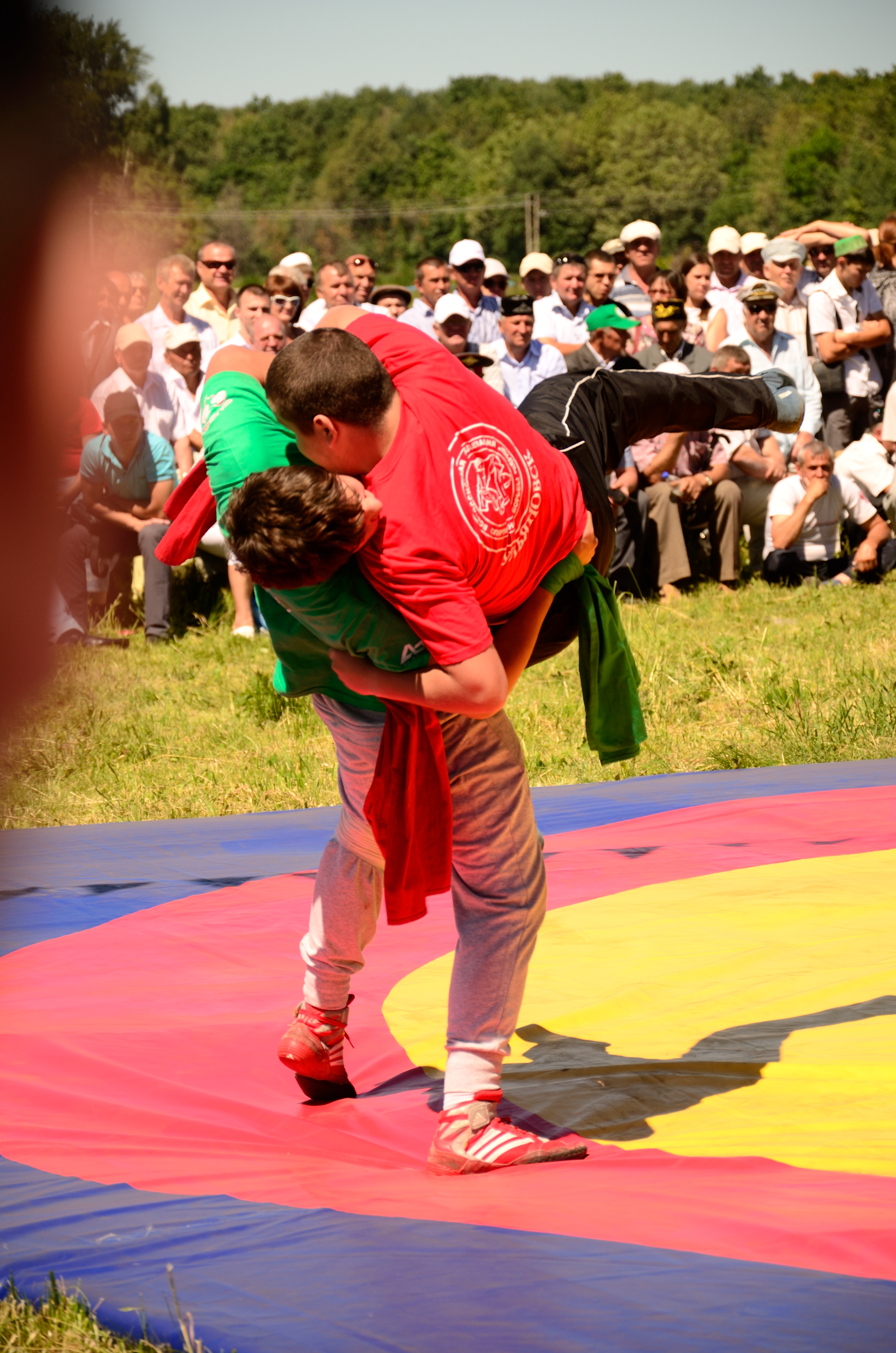
쿠라시를 하는 모습

쿠라시(우즈베크어: kurash, 키르기스어: күрөш, 투르크멘어: göreş, 바시키르어: көрәш, 타타르어: küreş, күреш, көрәш, kөrəş, 카자흐어: күрес, 아제르바이잔어: güləş, 추바시어: кӗрешӳ)는 중앙아시아에서 기원된 무술이며, 주로 우즈베키스탄에서 많이 행하고 있다.
레슬링과 마찬가지로 맞붙어 싸우는 것을 주 특기로 한다. 도복을 입은 선수들은 상대방을 붙잡기 위해 허리에 수건을 두르는데 상대방을 발 밑으로 떨어뜨리면 경기에서 승리하게 된다.
이런 쿠라시는 그라운드 기술 없이 상체 공격으로 겨루며 옷깃을 잡아 엎어 치거나 다리를 걸어 넘어뜨리는 등 일본의 유도, 한국의 씨름과 비슷한 외양을 갖추고 있다고 한다.

## 같이 보기
- 보흐
- 씨름
- 스모
- 삼보 (무술)